# Бомба Еллермана

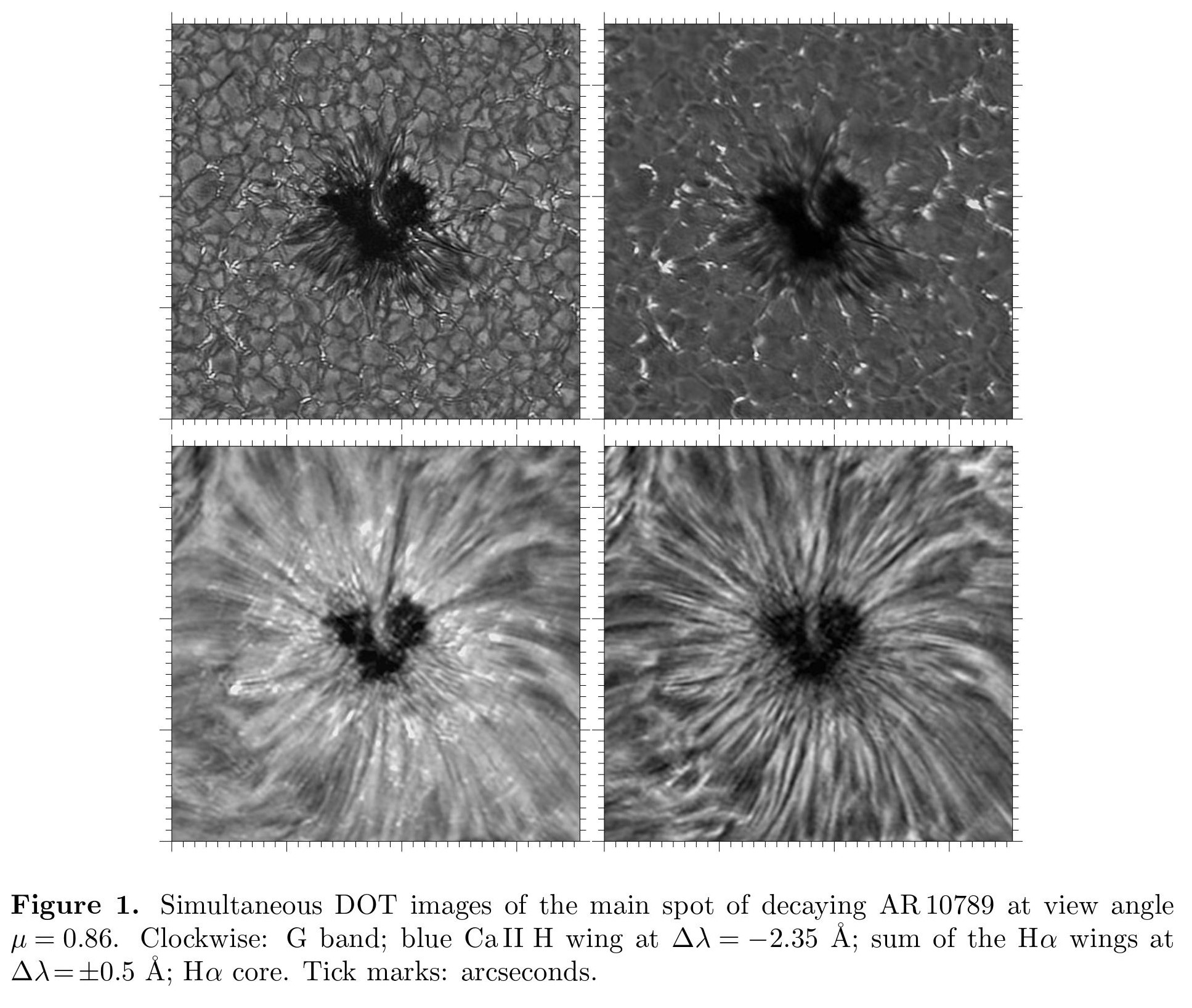
Бомби Еллермана або, можливо, псевдо-бомби Еллермана

Бомби Еллермана — інтенсивні, дрібномасштабні посилення яскравості у фотосфері Сонця. Вони спостерігаються лише на крилах спектральних ліній водню Hα, Hβ та Hγ. Вони виникають в активних регіонах, коли вморожені в сонячну плазму магнітні поля, підіймаючись з глибин Сонця, взаємодіють з наявними у фотосфері полями. Вони названі на честь Фердинанда Еллермана, який детально вивчав їх у XX столітті.

## Історія
Інтенсивні сяйва, схожі на ті, що пізніше були названі бомбами Еллермана, вперше описав Волтер Мітчелл у 1909 році. У 1917 році спостереження цього явища, проведені в Сонячній обсерваторії Маунт-Вілсон, детально описав Фердинанд Еллерман, назвавши їх «сонячними водневими бомбами».

## Опис
Як їх вперше описав Еллерман у статті 1917 року, бомби Еллермана — це інтенсивні посилення яскравості на крилах спектральних ліній водню Hα, Hβ та Hγ без посилення яскравості ядер ліній або інших спектральних ліній. Вони виникають у міжзеренних ділянках фотосфери виключно в місцях спливання нових активних регіонів з глибин Сонця у фотосферу, де спливаючі вертикальні магнітні поля взаємодіють з наявним міжзеренним полем. Вважають, що ця взаємодія призводить до магнітного перез'єднання, що створює сяйва, пов'язані з бомбами Еллермана.
Відсутність спостережуваного збільшення яскравості ядра Hα пояснюють тим, що бомби Еллермана є фотосферним явищем. У зростаючих активних регіонах щільні хромосферні фібрили Hα утворюють навіс над фотосферою, блокуючи випромінювання Hα від бомб Еллермана знизу. В результаті, проходить і спостерігається лише випромінювання в крилах Hα.